# Eneolit na území Česka
Jako eneolit se na českém území archeologicky vymezuje doba přibližně mezi roky 4400 a 2000 př. n. l. Oproti předcházejícímu neolitu se projevily kvalitativní změny zásadního charakteru ve způsobu obdělávání půdy (oradlo, užití tažné síly dobytka). Předpokládá se, ale zatím není potvrzeno nálezy na českém území, že byl užíván vůz (nálezy kol pocházejí z Polska a Švýcarska, hliněné modely vozů z Maďarska). Poprvé, i když spíše jako prestižní záležitost než ekonomicky významný činitel, byla užívána měď a z ní vyrobené luxusní zbraně a šperky. Oproti neolitu je eneolit na českém území kulturně mnohem rozmanitější, vystřídalo se zde větší množství archeologických kultur a jejich projevy jsou navzájem rozmanitější.

## Absolutní chronologie českého eneolitu
- časný/raný eneolit: 4400–3800 př. n. l.
- starý eneolit: 3800–3400 př. n. l.
- střední eneolit: 3400–2800 př. n. l.
- mladý eneolit: 2800–2300/2000 př. n. l.

### Časný eneolit
V této málo archeologicky poznané etapě českého pravěku doznívají kulturní projevy pozdního neolitu, pokračuje pozdní fáze lengyelské kultury, vedle ní se archeologicky vyčleňuje lengyelské kultuře příbuzná kultura münchshöfenská; v lengyelské kultuře se někdy rozlišují dva horizonty: horizont Horní Cetno a horizont Praha–Střešovice.
V mladší fázi raného eneolitu je určena jordanovská kultura/skupina (o mladším stupni mezi dolním Poohřím a Kolínskem se hovoří jako o jenštejnské skupině). Vedle těchto kultur se v Čechách nacházejí charakteristické džbánky, většinou v kontextech mladší jordanovské kultury, schussenriedské kultury. Na Pražsku a v severozápadních Čechách byly zachyceny nálezy a také příkopová ohrazení michelsberské kultury. Především na výšinných sídlištích se už na konci jordanovské kultury vyskytuje keramika zdobená brázděným vpichem, o které se v literatuře nejčastěji hovoří jako o památkách typu Retz, a která se jako déletrvající jev projevuje ještě v bolerázském období badenské kultury; nicméně Rezt spadá na území Moravy.

### Starý eneolit
Ve střední a severní Evropě převládla kultura s nálevkovitými poháry, která zasahovala jak do Čech tak i na Moravu. Kultura nálevkovitých pohárů (KNP) má mladší a starší stupeň; do staršího stupně se řadí baalberská fáze a siřemská, do mladšího stupně pak salzmündskou fázi KNP. Z této doby pocházejí první doklady odlévání mědi na českém území (Makotřasy). Vývoj Moravy, ale i Čech, ovlivnil o něco později také vývoj na jihovýchodě Evropy. Definována je zde badenská kultura (v literatuře také jako kultura s kanelovanou keramikou), resp. její starší bolerázský stupeň.

### Střední eneolit
Na Moravě převládla plně badenská kultura (klasický stupeň), která je zastoupena i v nálezech ve východních (a slabě i středních a severovýchodních) Čechách. Badenská kultura má v Čechách dva stupně, fáze Lysolaje a Kamýk. Na Moravě pak jsou stupně čtyři. Badenská kultura v Čechách ve svém protořivnáčském stupni přechází v řivnáčskou kulturu. V západních a jižních Čechách se objevují sídliště chamské kultury. Na Moravě se po rozpadu kultury s kanelovanou keramikou a ještě pod vlivem z jihovýchodu vyčlenila bošácká kultura; její vliv sahal až do východních Čech. V závěru středního eneolitu se v kontrastu s badenským vývojem na severní Moravě a ve východních a severovýchodních Čechách objevuje kultura kulovitých amfor.

### Mladý eneolit
Ve střední a východní Evropě se rozšiřuje kultura se šňůrovou keramikou. Na jižní Moravě se pod vlivem jihovýchodu formuluje jevišovická kultura. Kultura se šňůrovou keramikou je po roce 2400 př. n. l. vystřídána celoevropsky rozšířenou kulturou se zvoncovitými poháry (kulturou zvoncovitých pohárů). Do samotného konce eneolitu je řazena i kultura protoúnětická, ze které pokračuje vývoj plynule do doby bronzové, a epišňůrový kulturní komplex, který je zastoupený na východní Moravě kulturou Chłopice-Veselé.

## Společenské a hospodářské změny
Znalost nových technologií pravděpodobně vyvolala množství společenských a hospodářských změn. Využití dobytka, který patřil k soukromému vlastnictví, asi vedlo k přesunutí zemědělských aktivit jako činnosti, na které se podílela celá komunita, k činnosti vykonávané spíše menší skupinou, snad jen rodinnou jednotkou (a to muži). Oradlo nebylo možné užívat na plochách, které jako v neolitu prošly pouze žďářením a kde zůstávaly zachovávány kořenové systémy odstraněných stromů (viz žárové zemědělství); proto se asi uplatňuje spíše přílohový systém.
V rámci společenských změn se uvažuje o výraznější sociální stratifikaci dané jednak specializací některých skupin na jinou než zemědělskou činnost (specializovaná řemesla, zpracování kovů, kontrola nad zdroji surovin, obchod), jednak možností kumulovat majetek. Tato stratifikace se pravděpodobně odráží v nálezech hrobů s bohatou výbavou (dále se u mužských hrobů uvažuje i o ceremoniálních zbraních: sekeromlaty) a ve starším a středním eneolitu ve vzrůstu počtu výšinných sídlišť i hradišť, o jejichž funkci se vedou diskuze (vedle obranného charakteru se také uvažuje o symbolické úloze).

## Osídlení
Oproti neolitu se také změnila podoba sídelních jednotek na českém území, což pravděpodobně také souviselo se změnami v zemědělské výrobě. Podle archeologických nálezů se zdá, že eneolitické osady byly v porovnání s neolitickými menší rozlohou a obsahovaly menší počet objektů. V osadě pak mohly žít tak 2–6 rodin, tj. asi 20–30 jedinců; snad zmenšení základní společenské jednotky se projevuje i zmenšením obytných objektů (místo tzv. dlouhých domů, menší a spíše čtvercového půdorysu).
Osídlovaly se také jiné polohy: pro neolitická sídliště je typická spraš, eneolitici osídlovali spíše regiony s černozemí v blízkosti menších vodních toků.
Eneolit je nejstarším obdobím, ve kterém na území Čech vznikala opevněná hradiště. Jejich výstavba probíhala od časného eneolitu do závěru eneolitu středního, ale v pozdějších fázích nejsou hradiště doložena. V roce 2019 bylo na území Čech známo 96 hradišť osídlených v době eneolitu. Pouze na 28 z nich však bylo doloženo souvěké opevnění. Počet lokalit byl jistě vyšší, ale na řadě míst mohlo být opevnění překryto a zcela zničeno mladšími stavebními úpravami, planýrováním nebo erozí.